# 暴昭
暴昭（ぼう しょう、生年不詳 - 1402年）は明初の官僚。平陽府潞城県（現在の山西省長治市潞城県）の人。字は不明。壬午殉難で刑死した。

## 生涯
洪武年間に国子監の学生から大理寺の司務となった。洪武30年（1397年）には刑部右侍郎、さらに翌年には刑部尚書に昇進する。正直かつ節操の固い人物で、倹約家で知られた。
建文元年（1399年）に北平の採訪処置使となると、燕王朱棣（のちの永楽帝）が反乱を目論んでいることを察知し、備えるよう都に密書を送った。靖難の変が起こると、建文帝は真定府に平燕布政使司を設置した。暴昭は刑部尚書とその司使を兼ねることとなり、鉄鉉らとともに任にあたった。しかしながら、平安らの部隊が敗走すると、暴昭も都に呼び戻された。南京陥落後、逃亡を図るも捕らえられ、永楽帝に屈さず凌遅刑に処された。
野史に取材した本は、処刑の際、永楽帝を罵ってやまなかったため、歯を抜かれ、四肢を切り落とされたうえ首を刎ねられたとする。